# Aciagrion hisopa
Aciagrion hisopa е вид водно конче от семейство Coenagrionidae. Видът е незастрашен от изчезване.

## Разпространение
Разпространен е във Виетнам, Индия (Карнатака, Керала и Махаращра), Индонезия (Суматра и Ява), Малайзия (Западна Малайзия), Мианмар, Непал, Сингапур и Тайланд.